# Lukáš Dostál
Lukáš Dostál (* 22. Juni 2000 in Brünn) ist ein tschechischer Eishockeytorwart, der seit Mai 2019 bei den Anaheim Ducks in der National Hockey League (NHL) unter Vertrag steht. Mit der tschechischen Nationalmannschaft gewann er die Goldmedaille bei der Weltmeisterschaft 2024.

## Karriere
Lukáš Dostál wurde in Brünn geboren und begann seine Karriere im Nachwuchsbereich seines Heimatvereins HC Kometa Brno, für deren U20 er in der Saison 2015/16 sein Debüt in der tschechischen U20-Liga gab. Ab der Spielzeit 2017/18 lief er leihweise für den SK Horácká Slavia Třebíč in der zweitklassigen 1. Liga auf, für den er in 24 Einsätzen auf einen Gegentorschnitt von 2,43 sowie eine Fangquote von 92,1 % kam. Im anschließenden NHL Entry Draft 2018 wurde der Tscheche von den Anaheim Ducks an 85. Position ausgewählt, bevor er in der Saison 2018/19 auch zu seinem Debüt für Brno in der Extraliga kam. Ab Januar 2019 lief er allerdings leihweise in Finnland auf, vor allem für Ilves Tampere in der Liiga sowie kurzzeitig auch für Koovee in der Mestis. Bei den Ilves etablierte er sich in der Saison 2019/20 als Stammtorhüter und wurde nach 27 Siegen in 43 Einsätzen mit der Urpo-Ylönen-Trophäe als bester Torhüter der Liiga ausgezeichnet, während man ihn zudem ins All-Star-Team wählte.
Bereits im Mai 2019 hatte Dostál einen Einstiegsvertrag bei den Anaheim Ducks unterzeichnet und wechselte mit dem durch die COVID-19-Pandemie verspäteten Beginn der Spielzeiten 2020/21 fest nach Nordamerika, nachdem er zuvor weiterhin für Ilves aktiv gewesen war. Dort kam der Tscheche vorerst regelmäßig beim Farmteam der Ducks zum Einsatz, den San Diego Gulls aus der American Hockey League (AHL). Parallel dazu gab er im Januar 2022 seinen Einstand für Anaheim in der National Hockey League (NHL). Nachdem er die Gulls beim AHL All-Star Classic 2023 vertreten hatte, etablierte er sich zur Spielzeit 2023/24 im NHL-Aufgebot der Ducks, wobei er im Oktober 2023 als NHL-Rookie des Monats ausgezeichnet wurde. Seine erste komplette NHL-Saison beendete Dostál letztlich mit 44 Einsätzen, sodass er sich die Einsatzzeit in etwa zur Hälfte mit John Gibson teilte.

### International
Auf internationaler Ebene debütierte Dostál bei der World U-17 Hockey Challenge 2016 und gewann mit der tschechischen Auswahl anschließend eine Silbermedaille beim Ivan Hlinka Memorial Tournament 2017. Ferner nahm er auf U18-Ebene an der U18-Weltmeisterschaft 2018 teil, bei der das Team den vierten Rang belegte. Mit der U20-Nationalmannschaft seines Heimatlandes nahm er in der Folge an den U20-Weltmeisterschaften 2019 und 2020 teil, die jeweils auf dem siebten Platz beendet wurden.
Erfolgreicher gestaltete sich seine Karriere in der A-Nationalmannschaft, so gewann der Torhüter mit dem Team die Bronzemedaille bei der Weltmeisterschaft 2022, ehe bei der WM 2024 der erste Weltmeistertitel seit 14 Jahren errungen werden konnte. Er persönlich beendete das Turnier mit einem Gegentorschnitt von 1,58 sowie einer Fangquote von 93,9 % gehaltener Schüsse, sodass er als bester Torhüter der WM ausgezeichnet und darüber hinaus ins All-Star-Team gewählt wurde.

## Erfolge und Auszeichnungen
- 2020 Urpo-Ylönen-Trophäe
- 2020 All-Star Team der Liiga
- 2023 Teilnahme am AHL All-Star Classic
- 2023 NHL-Rookie des Monats Oktober

### International
- 2017 Silbermedaille beim Ivan Hlinka Memorial Tournament
- 2022 Bronzemedaille bei der Weltmeisterschaft
- 2024 Goldmedaille bei der Weltmeisterschaft
- 2024 Bester Torhüter und All-Star-Team der Weltmeisterschaft

## Karrierestatistik
Stand: Ende der Saison 2024/25

### International
Vertrat Tschechien bei:
| - World U-17 Hockey Challenge 2016 - Ivan Hlinka Memorial Tournament 2017 - U18-Weltmeisterschaft 2018 - U20-Weltmeisterschaft 2019 | - U20-Weltmeisterschaft 2020 - Weltmeisterschaft 2022 - Weltmeisterschaft 2024 |

(Legende zur Torhüterstatistik: GP oder Sp = Spiele insgesamt; W oder S = Siege; L oder N = Niederlagen; T oder U oder OT = Unentschieden oder Overtime- bzw. Shootout-Niederlage; Min. = Minuten; SOG oder SaT = Schüsse aufs Tor; GA oder GT = Gegentore; SO = Shutouts; GAA oder GTS = Gegentorschnitt; Sv% oder SVS% = Fangquote; EN = Empty Net Goal; 1 Play-downs/Relegation; Kursiv: Statistik nicht vollständig)